# Deportivo Ñuñoa
El Deportivo Nuñoa fue un club de fútbol de Chile de la comuna de Ñuñoa de la ciudad de Santiago en la Región Metropolitana. Fue fundado en 1932 y jugaba en la Liga Arrieta de Ñuñoa hasta su desaparición en ese mismo año, al fusionarse con Magallanes.

## Historia

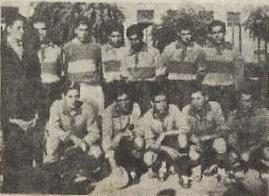
Deportivo Ñuñoa en 1932.

Deportivo Nuñoa tuvo sus orígenes en el club de barrio Boca Juniors de Ñuñoa, siendo refundado formalmente en 1932 por un grupo de exsocios y dirigentes del Colo-Colo Foot-Ball Club que abandonaron la institución luego de la crisis y posterior intervención de este por parte de la Asociación de Football de Santiago en enero de ese mismo año.
En sus primeros meses, Deportivo Ñuñoa, que se desempeñaba en la Liga Arrieta de Ñuñoa, llamó la atención de los aficionados y los medios de comunicación de la época tras derrotar a varios clubes de la Primera División de la Asociación de Football de Santiago, entre los que se contaron Green Cross, Unión Deportiva Española y la Selección de la Asociación Santiago. Pese a lo anterior, a causa de gestiones de los principales clubes de Santiago, la Federación de Football de Chile reformó sus estatutos con respecto a las asociaciones comunales, lo que impidió el ingreso de Deportivo Ñuñoa a la Asociación de Football de Santiago, forzándolo de este modo a permanenecer en la Liga Arrieta de Ñuñoa.
Ante esta situación, la dirigencia de la institución planteó la posibilidad de fusionarse con otro equipo, siendo Liverpool Wanderers el primer candidato; sin embargo, la idea fue rechazada por parte de los socios de este. Finalmente, el 30 de octubre de 1932 se concretó la fusión entre Magallanes y Deportivo Ñuñoa, gracias a las diligencias del dirigente Fernando Larraín Mancheño.
Durante su breve período de existencia, Deportivo Ñuñoa se destacó por contar entre sus filas con varios de los mejores jugadores de la época, entre ellos Guillermo Ogaz, Enrique Jaramillo, J. Anderson, Rafael Aguirre, además de varios futbolistas de Júpiter de Puente Alto, Deportivo Alemán y la Asociación de Football de Santiago. Posteriormente se incorporaron desde Colo-Colo, René Vega y Arturo Torres, quien más adelante se consagró campeón de Primera División en calidad de jugador-entrenador en 1933, 1934 y 1935 con Magallanes, y en 1937 con Colo-Colo. Debido a lo anterior, el club recibió el apodo de «El Pulpo», puesto que atrajo a las principales figuras del resto de los elencos de la capítal.